# GAZ-13 Tschaika
Der GAZ-13 „Tschaika“ (russisch ГАЗ-13 «Чайка») ist ein Personenkraftwagen der Oberklasse des sowjetischen Herstellers Gorkowski Awtomobilny Sawod (GAZ), der von 1959 bis 1981 in verschiedenen Varianten gebaut wurde. Vorgänger war der GAZ-12 ZIM, Nachfolger wurde ab 1977 der GAZ-14 „Tschaika“. Tschaika ist das russische Wort für Möwe.

## Fahrzeuggeschichte

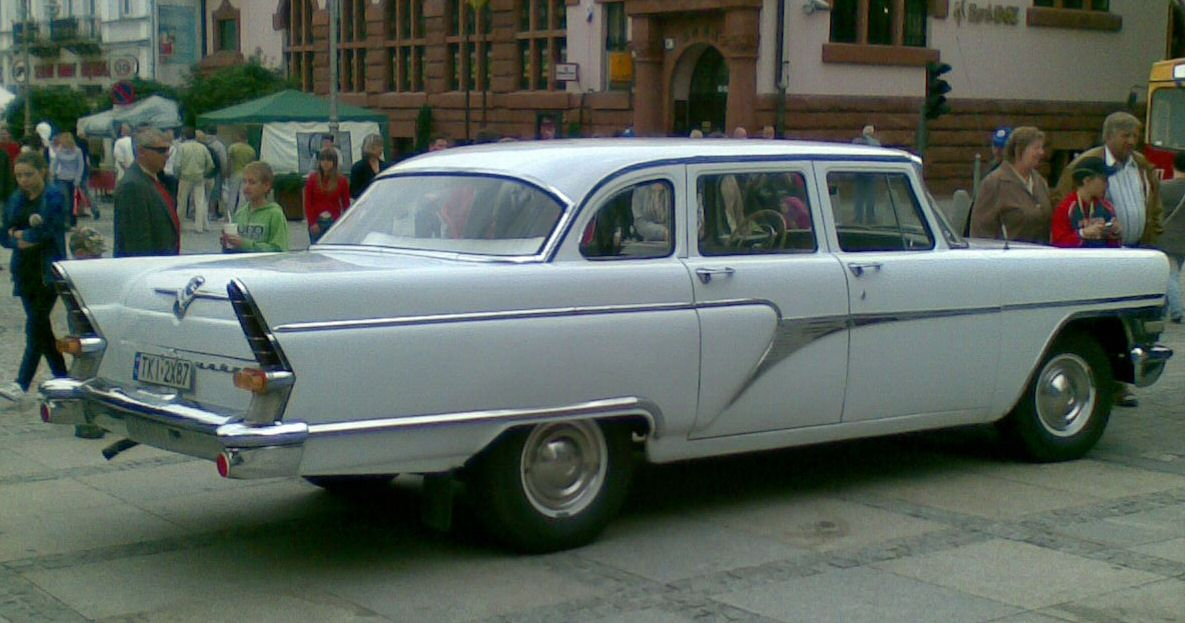
GAZ-13 Tschaika

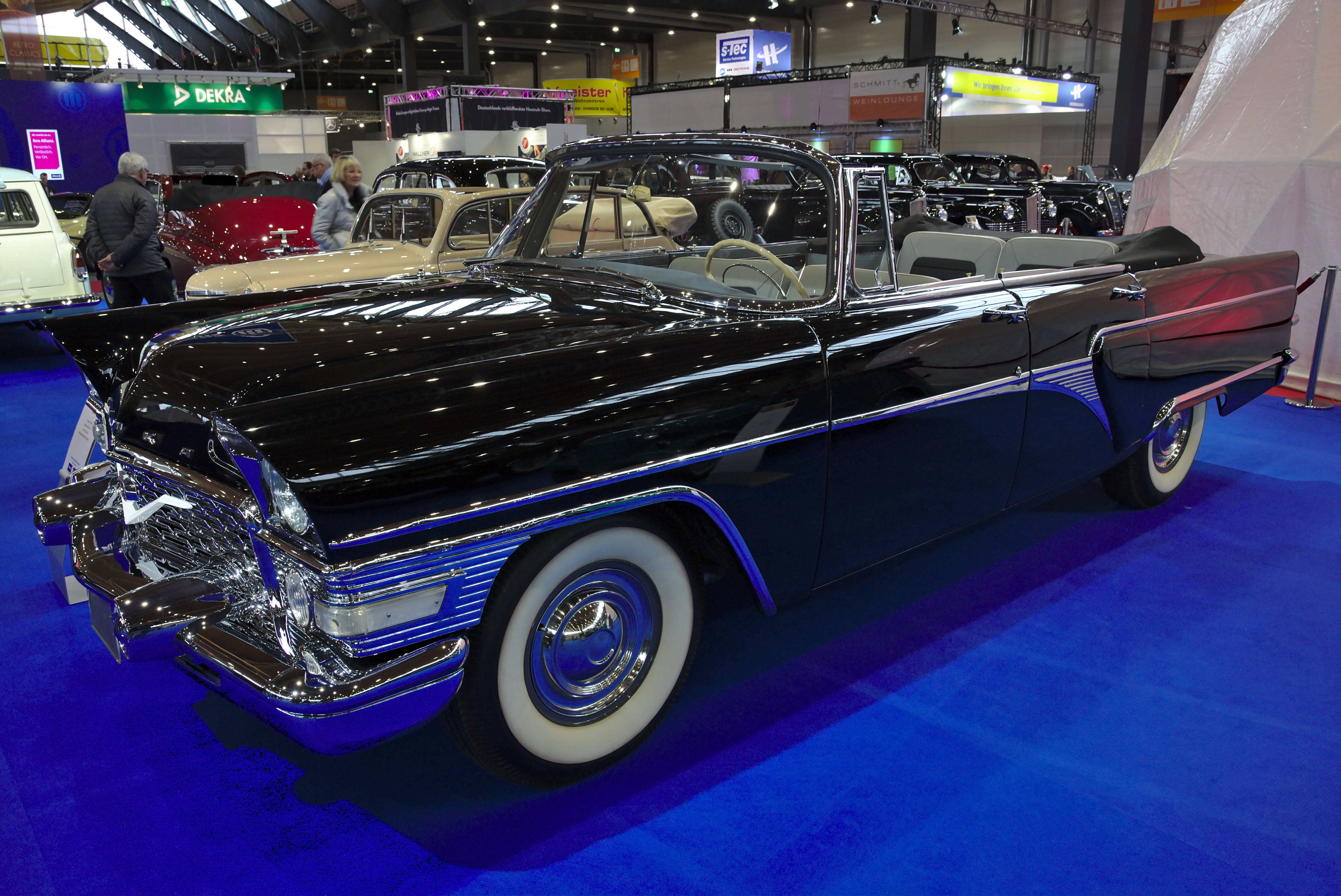
GAZ-13B „Tschaika“ als seltenes Cabriolet auf den Retro Classics in Stuttgart (2018)

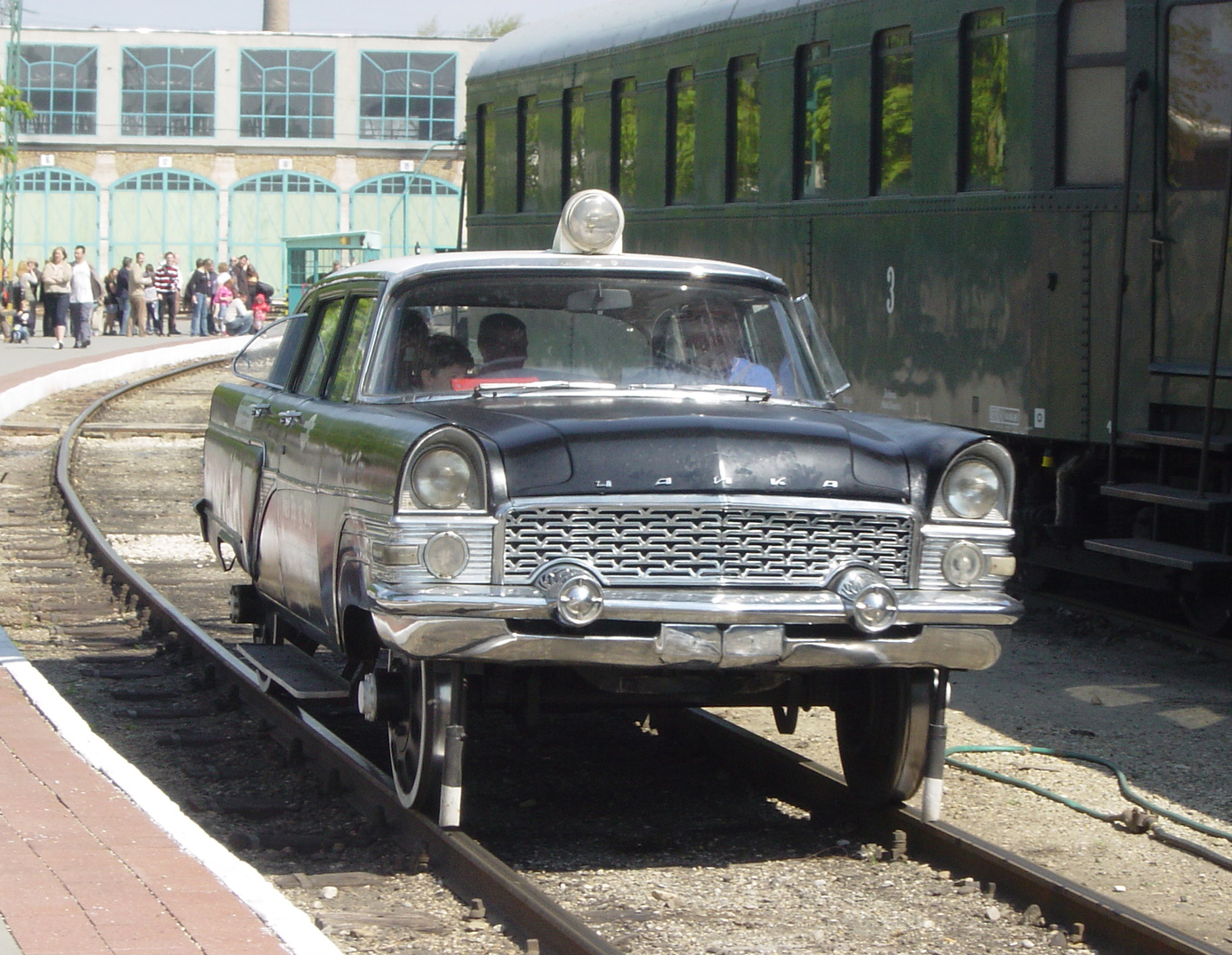
GAZ-13 „Tschaika“ als Gleisuntersuchungswagen in Budapest (2008)

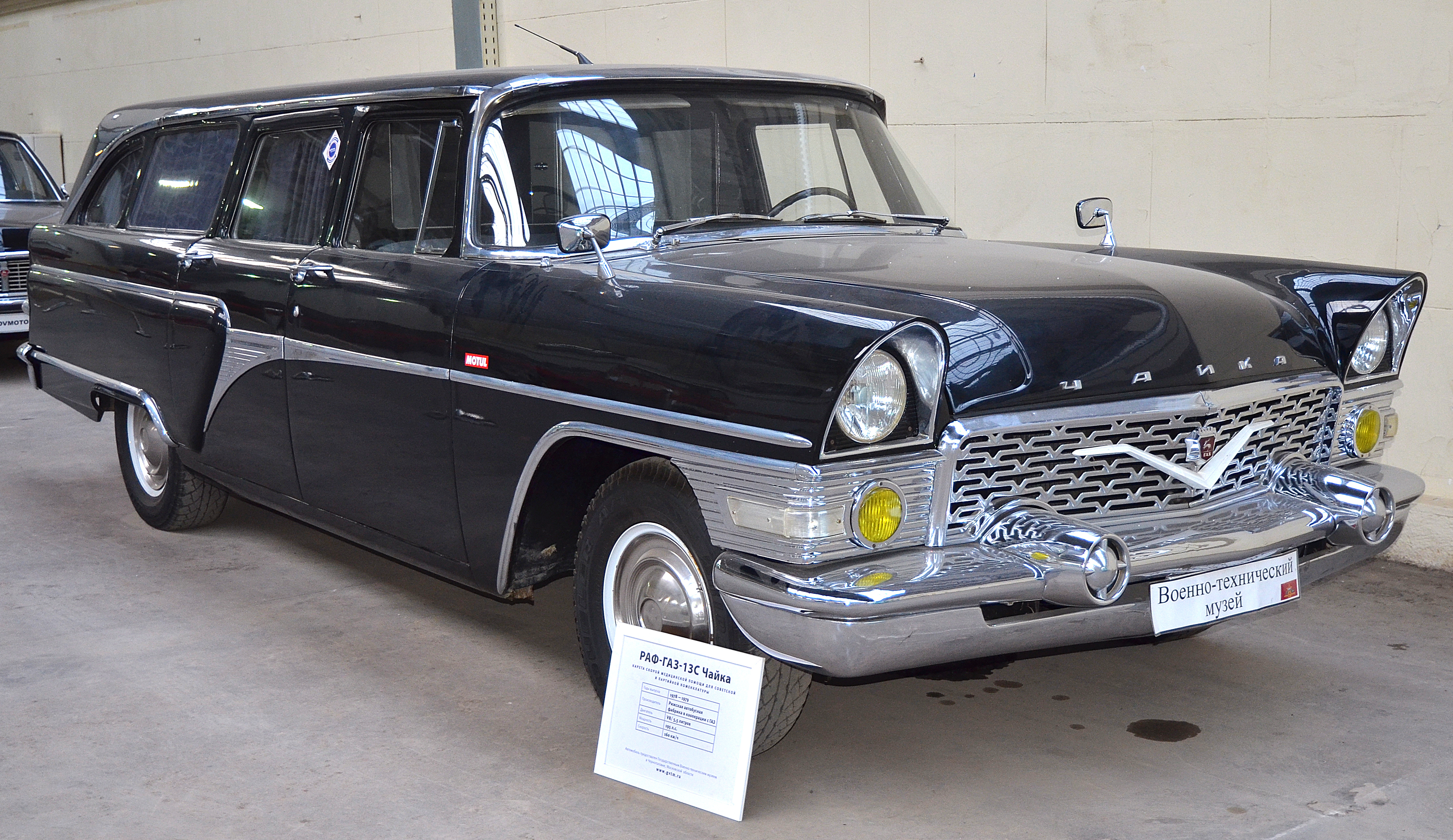
Krankenwagen GAZ-13S Tschaika aus der Fertigung der Rigaer Autobusfabrik (2014)

Der GAZ-13 „Tschaika“ wurde auf der Weltausstellung Expo 58 in Brüssel erstmals der Öffentlichkeit präsentiert, ab 1959 setzte die Serienproduktion ein. Während der ZIL-111 als Staatskarosse für die höchsten Regierungsvertreter diente, war der Tschaika als repräsentativer Dienstwagen des Staatsapparats vorgesehen und fand in diesem Umfeld eine gewisse Verbreitung. Unterhalb des Tschaika war der GAZ M-21 „Wolga“ angesiedelt. 
Bei der Formgestaltung des Tschaika, insbesondere der markanten Scheinwerferpartie, wurden, wenn auch nicht so ausgeprägt wie beim ZIL-111, offensichtlich Elemente des Packard Patrician bzw. Executive des Jahrgangs 1956 aufgegriffen, die in das Konzept einer repräsentativen Staatslimousine integriert wurden.
- Gesamtproduktion: 3179 Stück, davon 20 Stück als Kombi (GAZ-13S) und einige Cabrios (GAZ-13B)
- Karosserien: viertürige Limousine mit sieben Sitzplätzen, zwei- oder viertüriges Cabrio, fünftürige Kombiversion

Im Bahnhistorischen Park Budapest ist ein Gleisuntersuchungswagen auf Tschaika-Basis erhalten.
In Vietnam wurde ab 1959 ein Pkw „Triumph“ hergestellt, der auf dem Wolga basierte und dessen Frontgestaltung an den GAZ-13 „Tschaika“ angelehnt war.
Der Tschaika war ein Funktionärswagen, der in der Regel an die Nomenklatura der Sowjetunion sowie die Staaten des Ostblocks geliefert wurde. In der Sowjetunion gab es für den Tschaika jedoch auch einen offiziellen Neupreis. Er betrug 1961 etwa 17.400 sowjetische Rubel, ein GAZ-21 Wolga kostete zum gleichen Zeitpunkt 5500 Rubel. Ein sowjetischer Arbeiter verdiente damals durchschnittlich etwa 1000 Rubel pro Jahr. Ab 1977 wurde der Nachfolger GAZ-14 „Tschaika“ parallel gebaut, 1981 die Produktion des GAZ-13 eingestellt. Die Rigaer Autobusfabrik modifizierte 1982 noch zwei Kombis GAZ-13S für den Einsatz in Vietnam, danach wurde auch dort die Fertigung endgültig auf Fahrzeuge auf Basis des Nachfolgers GAZ-14 umgestellt.

### Technik
Der GAZ-13 „Tschaika“ besitzt einen versteiften Kastenprofilrahmen. Vorn sind die Räder an Querlenkern mit Schraubenfedern einzeln aufgehängt, die Hinterräder werden an einer Starrachse über Längsblattfedern geführt. Der Achtzylinder-V-Motor mit OHV-Ventilsteuerung besaß zunächst 4,9 Liter Hubraum und leistete 180 PS (SAE) bei 4600 min−1. Wenig später wurde ein abgewandelter Motor des ZIL-111 (OHV-V8 mit fünffach gelagerter Kurbelwelle) verwendet, mit 5,5 l Hubraum und einer Leistung von 195 PS (SAE) bei 4400 min−1. Im Unterschied zu ZIL wurde der Motorblock in Gorki aus Leichtmetall gegossen, sodass der Tschaika trotz etwas geringeren Hubraums das gleiche Leistungsgewicht wie der ZIL-111 erreicht und mit einem Doppelvergaser (ZIL-111: Vierfachvergaser) auskam. Meistens wurde der GAZ-13 mit einem dreistufigen Automatikgetriebe ausgeliefert, zeitweise wurde er jedoch auch mit einem handgeschalteten Dreigang-Vorgelegegetriebe produziert. Die Ausstattung umfasste neben Servolenkung, elektrischen Fensterhebern und elektrisch ausfahrender Antenne auf Wunsch auch Autotelefon und Raumluftkühlung. Das Kabriolett verfügte über eine automatische Dachbetätigung.

### GAZ-13 „Tschaika“ in der DDR
Die Deutsche Demokratische Republik war ein größerer Exportkunde der Limousinen, auch hier wurden sie in höheren politischen Kreisen eingesetzt. Von den 3197 gebauten Fahrzeugen kamen einige hundert Exemplare nach Ostdeutschland. Sie dienten als repräsentative Staatslimousinen und waren neu nicht für Privatleute zu erwerben, lediglich ausrangierte Gebrauchtwagen wurden offen verkauft. Dem Vernehmen nach sollen ausgemusterte Tschaikas besonders kinderreichen Familien zugeteilt worden sein. Nicht zuletzt wegen des unwirtschaftlichen Kraftstoffverbrauchs der V8-Motoren wurden die Tschaikas im Dienstwagengebrauch ab den 1970er Jahren durch Volvos und im Fuhrpark Honecker durch speziell ausgestattete Citroën CX ersetzt. 

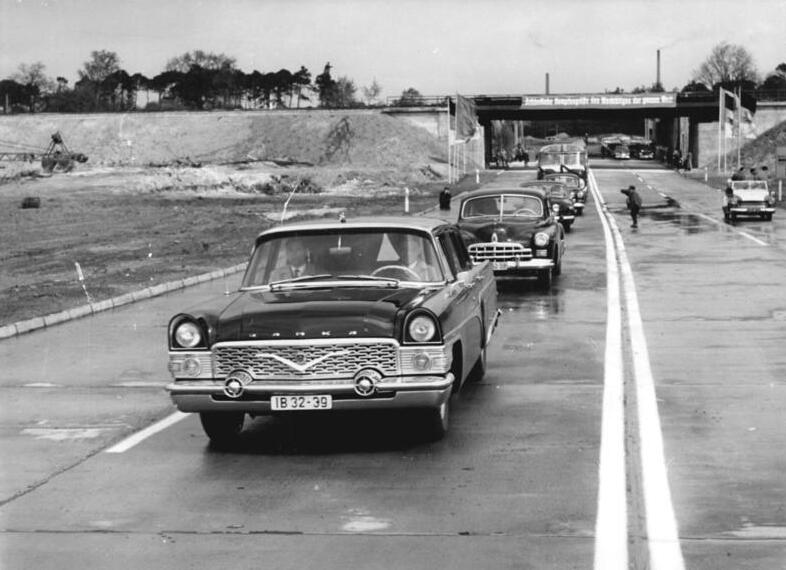
GAZ-13 „Tschaika“ auf dem Ost-Berliner Adlergestell während einer Einweihung, dahinter ein GAZ-12 ZIM (1962)
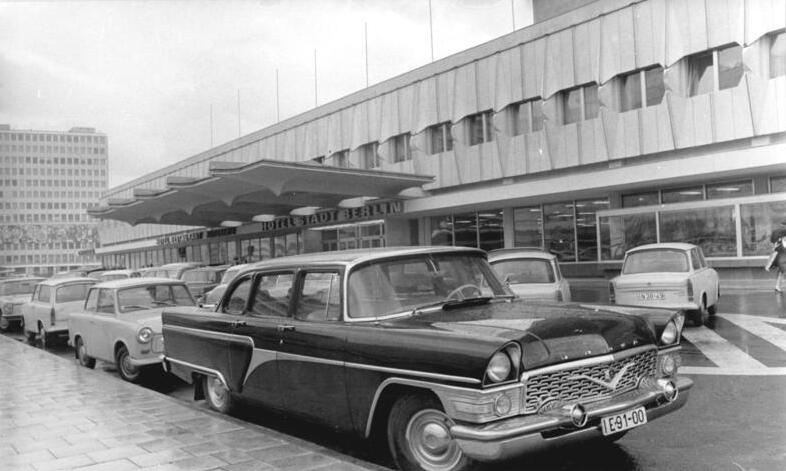
GAZ-13 „Tschaika“ mit Berliner Kennzeichen vor dem frisch eröffneten Hotel Stadt Berlin (1970)
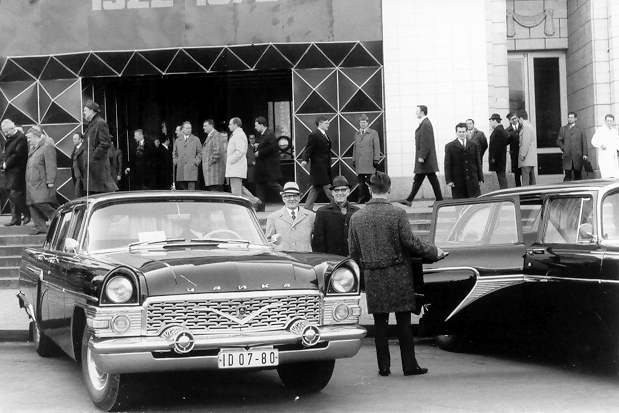
Erich Honecker und Willi Stoph neben GAZ-13-„Tschaika“-Limousinen auf der Leipziger Frühjahrsmesse (1972)
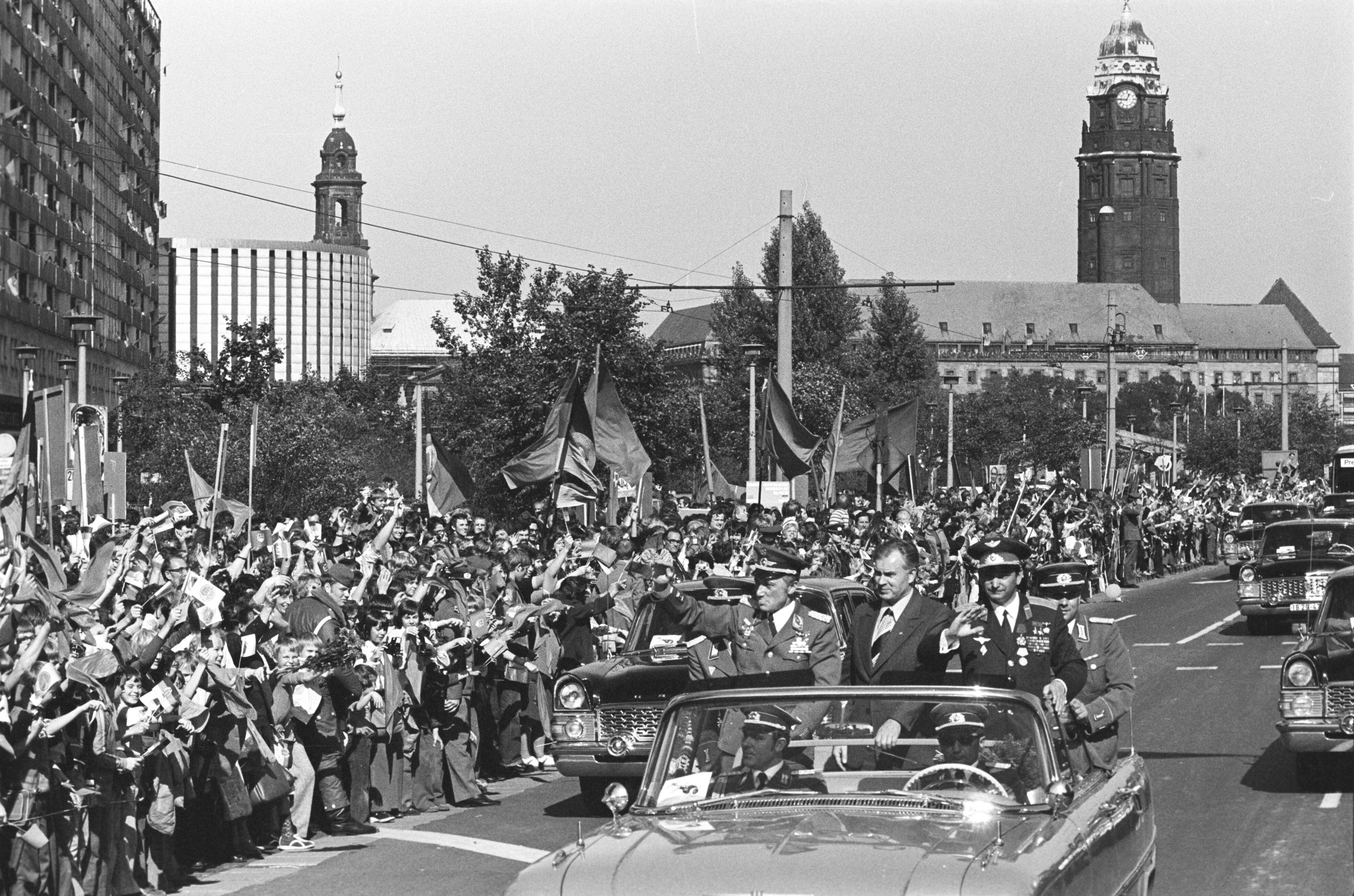
Sigmund Jähn und Waleri Bykowski zu Besuch in Dresden (1978)
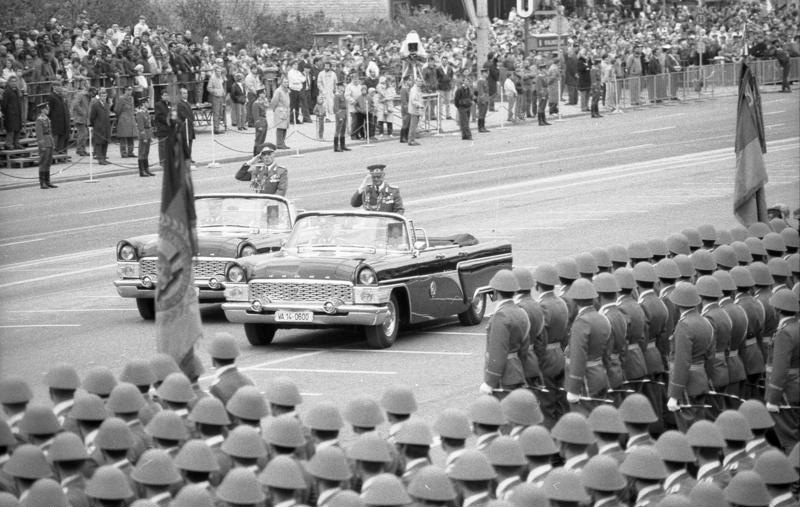
Als Kommandeursfahrzeug während der Militärparade zum 39. Tag der Republik (1988) mit den Generälen Stechbarth (links) und Keßler (rechts)

### Tschaikas im Film
Im aus dem Jahre 1979 stammenden DEFA-Film Einfach Blumen aufs Dach wurde dem GAZ-13 „Tschaika“ ein filmisches Andenken gesetzt. In der unter dem Regisseur Roland Oehme entstandenen Komödie mit Barbara Dittus und Martin Trettau in den Hauptrollen wird der damalige DDR-Alltag mit seinen Allüren auf die Schippe genommen.
Eine Limousine des Typs wurde 2012 im Musikvideo zum Song Augenbling der Berliner Gruppe Seeed verwendet.

### Marktsituation in Deutschland
Ein gut erhaltener Tschaika aus den 1980er-Jahren wurde im Jahre 2005 noch zu Preisen um 17.000 Euro gehandelt. Zur Wendezeit standen GAZ-13 „Tschaika“ in Berlin Unter den Linden für 5.000 DM zum Verkauf. In den letzten zehn Jahren zogen die Preise rasant an. Inzwischen wird der Tschaika sogar erheblich höher gehandelt als das Vorbildfahrzeug Packard Patrician. Ein gutes Exemplar (Limousine) schlägt derzeit mit Sammlerwerten von 50.000 Euro und mehr zu Buche; Cabriolets sind schon für siebenstellige Euro-Beträge verkauft worden. Der Nachfolger GAZ-14 „Tschaika“ liegt preislich mit seinem Vorläufer inzwischen gleichauf. Aufgrund der problematischen Ersatzteillage werden Tschaikas zwar gepflegt, aber sehr selten vollrestauriert.

## Technische Daten
Für das Grundmodell GAZ-13 als Limousine, Stand erste Hälfte 1970er-Jahre.
- Motor: wassergekühlter Achtzylinder-Viertakt-Ottomotor (V8) mit 90° Zylinderbankwinkel
- Motortyp: „GAZ-13“
- Leistung: 195 PS (143 kW) bei 4200 min−1
- Hubraum: 5530 cm³
- Bohrung: 100,0 mm
- Hub: 88,0 mm
- maximales Drehmoment: 402 Nm bei 2200 min−1, auch 416 Nm bei 2000–2500 min−1 angegeben
- Verdichtung: 8,5:1
- Gemischaufbereitung: Vergaser, Typ K-114
- Ventilsteuerung: hängende Ventile, zentrale Nockenwelle
- Zündfolge: 1–5–4–2–6–3–7–8
- Anlasser: ST101, 1,4 PS (1 kW) Leistung
- Lichtmaschine: G101, 400 W Leistung, 32 A
- Bordspannung: 12 V
- Getriebe: Dreistufen-Automatik mit hydrodynamischem Drehmomentwandler, Druckknopfautomatik am Armaturenbrett
- Höchstgeschwindigkeit: 160 km/h
- Treibstoffverbrauch:
  - 14,0 l/100 km bei 40–50 km/h
  - 15,0 l/100 km bei 50–60 km/h
- Tankinhalt: 80 l Benzin
- Beschleunigung 0…100 km/h: 20,0 s
- Bremse: hydraulisch betätigte Trommelbremsen vorne und hinten
- Lenkung: Schnecken-Rollen-Lenkung, servounterstützt
- Radaufhängung vorne: Dreiecklenker, Schraubenfedern, Stabilisator
- Radaufhängung hinten: Starrachse, halbelliptische Blattfedern
- Antriebsformel: 4×2 (Hinterradantrieb)

Abmessungen und Gewichte
- Länge: 5600 mm
- Breite: 2000 mm
- Höhe: 1620 mm
- Radstand: 3250 mm
- Spurweite vorne: 1540 mm
- Spurweite hinten: 1530 mm
- minimale Bodenfreiheit: 180 mm
- Wendekreis: 14,6 m Durchmesser, gemessen am Vorderrad
- Sitzplätze: 7
- Leergewicht: 2100 kg
- Trockengewicht: 1950 kg
- Zuladung: 525 kg
- zulässiges Gesamtgewicht: 2625 kg
- Achslast vorne: 1305 kg
- Achslast hinten: 1320 kg
- Reifengröße: 8,20-15″